# دة باد سفلي
دة باد سفلي (بالإنجليزية: Deh-e Bad-e Sofla)‏ هي قرية تقع في قسم تشنارود الجنوبي الريفي (مقاطعة تشادغان) في إيران. يقدر عدد سكانها بـ 190 نسمة .